# Disterigma hammelii
Disterigma hammelii là một loài thực vật có hoa trong họ Thạch nam. Loài này được Wilbur & Luteyn mô tả khoa học đầu tiên năm 1981.